# 이황의
이황의(한국 한자: 李晃蟻, 1967년 12월 9일 ~ )는 대한민국의 배우이다. 본관은 신평(新平)이다.

## 배우 활동
1988년에 시인 김지하의 희곡 '금관의 예수'로 데뷔하였고, 1995년부터 '극단 학전'의 배우로 활동하며 김민기 연출의 작품들에서 '조연출'과 '배우'로 활약하였다. 현재, 영화, 드라마, 연극 등에서 꾸준한 활동을 이어가고 있다.

## 학력
- 충암고등학교 졸업

## 경력
- 2004년 ~ 2010년  극단 학전 조연출

## 출연작

### 영화
| 연도   | 제목                                      | 역할          | 감독   | 비고                            |
| ------ | ----------------------------------------- | ------------- | ------ | ------------------------------- |
| 1999년 | 유령                                      | 498           | 민병천 |                                 |
| 2000년 | 블랙 컷                                   | 무전기 경찰   | 이동하 | 단편영화                        |
| 2000년 | 오! 수정                                  | 수정 오빠     | 홍상수 |                                 |
| 2001년 | 숨바꼭질                                  | 아빠          |        |                                 |
| 2001년 | 베사메무쵸                                | 한 대리       | 전윤수 |                                 |
| 2001년 | 하류인생                                  | 형사 1        | 임권택 |                                 |
| 2006년 | 어느날 갑자기 두 번째 이야기 - 네 번째 층 | 한창수        | 권호영 |                                 |
| 2006년 | 용의자X                                   | 노숙자 1      | 방은진 |                                 |
| 2012년 | 무림의 고수                               | 고수          | 김관후 | 29초영화제, 주연                |
| 2013년 | 택시 드라이버                             | 동광          | 이인혁 | 단편영화, 주연                  |
| 2014년 | 하이힐                                    | 1인 밴드      | 장진   |                                 |
| 2016년 | 덕혜옹주                                  | 이완용        | 허진호 |                                 |
| 2016년 | 우주의 크리스마스                         | 건물주인      | 김경형 |                                 |
| 2017년 | 인질의 극                                 | 문상언        | 채승철 | 제21회 부천판타스틱영화제       |
| 2017년 | 페노미나                                  | 아버지        | 홍두현 | 제21회 부천판타스틱영화제       |
| 2017년 | 돌아온다                                  | 황의          | 허철   | 몬트리올국제영화제 금상         |
| 2017년 | 강철비                                    | 리만겸        | 양우석 |                                 |
| 2018년 | 대국                                      | 이세돌 아버지 | 이현우 | 상록수다문화국제단편영화제      |
| 2018년 | The punishment                            |               | 김관후 | 단편영화                        |
| 2019년 | 달팽이                                    | 집주인        | 전보성 | 퓨전국제영화제                  |
| 2019년 | 타선                                      | 선생님        | 김인욱 | 단편영화, 주연                  |
| 2019년 | 어린 의뢰인                               | 면접관        | 장규성 |                                 |
| 2019년 | 얼굴없는 보스                             | 곽 실장       | 송창용 |                                 |
| 2020년 | 비 온 뒤 차차                             | 의사          | 임창재 | 패럴스마트폰영화제 개막작, 조연 |
| 2020년 | 도굴                                      | 금고기술자    | 박정배 |                                 |
| 2021년 | 소금                                      | 아버지        | 최종인 | 단편영화, 주연                  |
| 2022년 | 점프,점프,점프                            | 원중 아버지   | 고지광 |                                 |

### 드라마
| 연도   | 방송사           | 제목                     | 역할        | 비고              |
| ------ | ---------------- | ------------------------ | ----------- | ----------------- |
| 2017년 | KBS2             | 김과장                   | 박계장      | 수목드라마        |
| 2017년 | KBS2             | 회사 가기 싫어           | 최영수      | 화요드라마        |
| 2017년 | OCN              | 플레이어                 | 유기훈      | 토일드라마        |
| 2019년 | tvN              | 아스달 연대기            | 대대        | 토일드라마        |
| 2019년 | KBS2             | 저스티스                 | 도훈제      | 수목드라마        |
| 2019년 | SBS              | 배가본드                 | 케빈김      | 금토드라마        |
| 2019년 | KBS2             | 스카우팅 리포트          | 이황의      | KBS 드라마 스페셜 |
| 2020년 | SBS              | 하이에나                 | 윤충연      | 금토드라마        |
| 2020년 | SBS              | 더 킹 : 영원의 군주      | 서령의 비서 | 금토드라마        |
| 2020년 | KBS2             | 그놈이 그놈이다          | 남유철      | 월화드라마        |
| 2020년 | JTBC             | 런 온                    | 서명필      | 수목드라마        |
| 2021년 | KBS2             | 미스 몬테크리스토        | 오병국      | 일일드라마        |
| 2021년 | KBS2             | 오월의 청춘              | 한석중      | 월화드라마        |
| 2021년 | KBS2             | 꽃 피면 달 생각하고      | 한상운      | 월화드라마        |
| 2022년 | tvN              | 연예인 매니저로 살아남기 | 왕태자      | 월화드라마        |
| 2022년 | D'LIVE           | DMZ 대성동               | 최실장      | 4부작 드라마      |
| 2022년 | JTBC             | 재벌집 막내아들          | 모영배      | 특별출연          |
| 2024년 | SBS              | 재벌X형사                | 노영재      | 금토드라마        |
| 2024년 | KBS2             | 개소리                   | 이영수      | 수목드라마        |
| 2024년 | 월드 클래식 무비 | 마이샵                   | 김철환      | 8부작 드라마      |
| 2024년 | 디즈니+          | 조명가게                 | 염습사      | 특별출연          |

### 연극
- 1988년  《금관의 예수》  ... 사제 역
- 1989년  《대머리 여가수》  ... 마틴 역
- 1989년  《그 여자 사람잡네》  ... 사제 역
- 1990년  《유전무죄 무전유죄》
- 1994년  《외설 춘향전》  ... 춘향아버지 성참판 역
- 2001년  《콤플렉스 리어》  ... 글리스터 역
- 2003년  《라이어 3탄》 ... 이현준 역
- 2004년  《오르골》  ... 이수인 역
- 2004년  《장군슈퍼》  ... 미남 역
- 2004년  《난장이가 쏘아올린 작은 공》   ... 검사 역
- 2012년  《더 복서》  ... 붉은 사자 역
- 2014년  《내 심장의 전성기》  ... 석주 역
- 2015년  《자이니치》  ... 셋째 역
- 2016년  《싸이코패스는 고양이를 죽인다》  ... 선생 역
- 2016년  《흑백다방》 ... 다방주인 역
- 2016년  《칸사이 주먹》 ... 하루키 역
- 2016년  《자이니치》  ... 셋째 역
- 2016년  《칼의 기억, 히젠토》  ... 야마모토 히로시 역
- 2016년  《중앙차선 버스정류장》  ... 청소부 역
- 2017년  《흑백다방》 ... 다방주인 역
- 2017년  《일번출구 연극제 -  자이니치》  ... 셋째 역
- 2017년  《무박삼일》 음악극  ... 남자 역
- 2017년  《중앙차선 버스정류장》  ... 청소부 역
- 2017년  《칸사이 주먹》  ... 마사오 역
- 2018년  《자이니치》  ... 셋째 역
- 2018년  《흑백다방》  ... 다방주인 역
- 2018년  《칸사이 주먹》  ... 하루키 역
- 2018년  《별의 노래》  ... 아빠 역
- 2019년  《자이니치》  ... 셋째 역
- 2019년  《코리아특급》  야마모토 히로시 역
- 2019년  《흑백다방》  ... 다방주인 역
- 2020년  《흑백다방》  ... 다방주인 역
- 2020년 《중앙차선 버스정류장》 ... 청소부 역
- 2022년 《조선협객》 ... 기타 세션
- 2022년 《사로잡힌 꿈》2부_격정만리 ... 박철 역
- 2023년 《노인과 바다》 XR연극 ... 노인 역
- 2024년 《무박삼일》 음악극 ... 박정욱 역

### 뮤지컬
| 연도   | 제목                            | 역할                | 연출   | 비고                                             |
| ------ | ------------------------------- | ------------------- | ------ | ------------------------------------------------ |
| 1993년 | 샐러리맨의 금메달               | 오지수              | 박상철 | 연강홀                                           |
| 1995년 | 지하철 1호선                    | 땅쇠 역 외 다수     | 김민기 | 학전블루소극장                                   |
| 1995년 | 개똥이                          | 송장벌레            | 김민기 | 학전블루소극장                                   |
| 2001년 | 지하철 1호선                    | 땅쇠 역 외 다수     | 김민기 | 독일, 중국, 일본                                 |
| 2003년 | 지하철 1호선                    | 땅쇠 역 외 다수     | 김민기 | 홍콩 아트 페스티벌, 일본 오키나와 페스티벌, 독일 |
| 2004년 | 우리는 친구다                   | 뭉치 아빠           | 김민기 | 학전블루소극장                                   |
| 2006년 | 개똥이                          | 송장벌레            | 김민기 | 학전블루소극장                                   |
| 2006년 | 우리는 친구다                   | 뭉치 아빠           | 김민기 | 안양문예회관 대공연장                            |
| 2009년 | 슈퍼맨처럼!                     | 할아버지            | 김민기 | 학전블루소극장                                   |
| 2009년 | 고추장 떡볶이                   | 흰머리 아저씨, 의사 | 김민기 | 학전블루소극장                                   |
| 2009년 | 굿모닝 학교                     | 독사                | 남동훈 | 학전블루소극장                                   |
| 2009년 | 굿모닝 학교                     | 독사                | 남동훈 | 오산문화예술회관 대극장                          |
| 2010년 | 고추장 떡볶이                   | 흰머리 아저씨, 의사 | 김민기 | 대구북구문화예술회관                             |
| 2010년 | 고추장 떡볶이                   | 흰머리 아저씨, 의사 | 김민기 | 소극장오유                                       |
| 2010년 | 고추장 떡볶이                   | 흰머리 아저씨, 의사 | 김민기 | 안산문화예술의전당                               |
| 2011년 | 학전 20주년 기념공연            |                     | 김민기 | 학전블루소극장                                   |
| 2011년 | 우리는 친구다                   | 뭉치 아빠 역        | 김민기 | 박경리문학제, 토지문화관                         |
| 2013년 | 슈퍼맨처럼!                     | 할아버지            | 김민기 | 학전블루소극장                                   |
| 2018년 | 지하철 1호선                    | 특별 출연           | 김민기 | 학전블루소극장                                   |
| 2020년 | 원더티켓                        | 노신사              | 최광일 | 임진각 평화누리                                  |
| 2021년 | 원더티켓 - 수호나무가 있는 마을 | 노신사              | 최광일 | 우리금융아트홀                                   |

- 이황의는, 《지하철 1호선》  4,000회 특별공연을 제외한 3,950회까지 작품에 가장 많이 참여한 배우로, 2회부터 전체공연의 30%가 넘는 1,437회 공연에 출연했다.[4]

### 오페라
| 연도   | 제목        | 역할     | 연출   | 비고         |
| ------ | ----------- | -------- | ------ | ------------ |
| 2022년 | 메리 위도우 | 크로모프 | 차현석 | 예술의전당   |
| 2022년 | 메리 위도우 | 크로모프 | 차현석 | 경남문예회관 |

### 광고
| 연도   | 제목                 | 역할     | 비고          |
| ------ | -------------------- | -------- | ------------- |
| 2016년 | 자미보약 허브 필로우 | 메인모델 |               |
| 2016년 | 아임메디쿱 전립통평  | 메인모델 | 제약회사 광고 |
| 2024년 | 오뚜기 카레          | 메인모델 |               |

## 수상
- 2018년  제5회 서울연극인대상 연기상